# Université du Wisconsin à La Crosse
L'université du Wisconsin à La Crosse (anglais : University of Wisconsin–La Crosse) est une université située à La Crosse, dans le Wisconsin.